# Arnold Staub

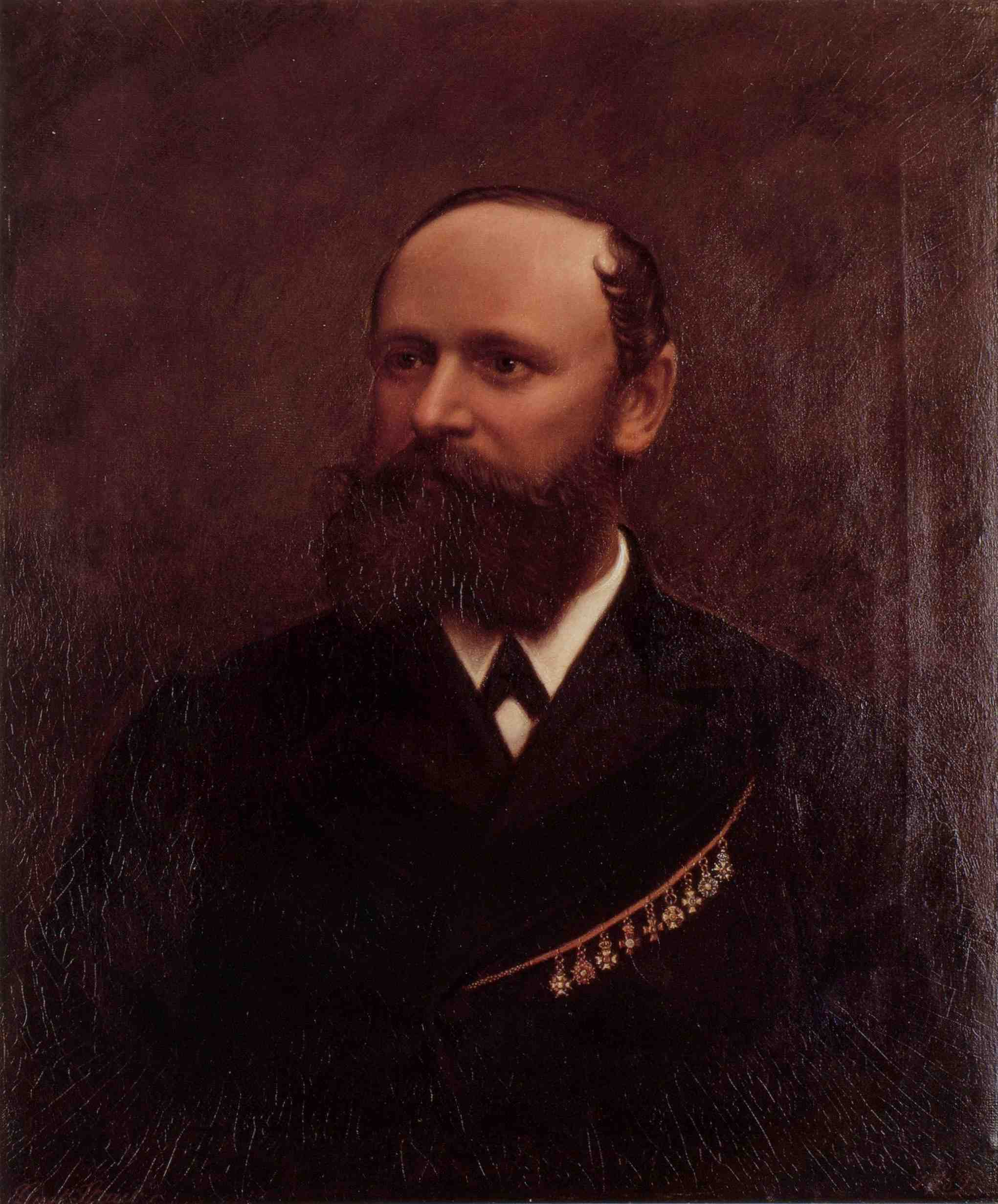
Arnold Staub mit Ordenskette.

Arnold Staub (* 12. Oktober 1820 in Zürich; † 7. Dezember 1882 in Geislingen an der Steige) war ein bedeutender Wirtschaftspionier aus der Schweiz, der die Baumwollindustrie in Süddeutschland vorantrieb und als Interessenvertreter der Baumwollindustrie in der zweiten Hälfte des 19. Jahrhunderts wirkte. Mit der einzigartigen Arbeitersiedlung in Kuchen setzte er sich ein dauerndes Denkmal.

## Leben
Arnold Staub wurde am 12. Oktober 1820 in Zürich geboren. Sein Vater war der Schweizer Baumwollindustrielle Johann Heinrich Staub, seine Mutter war Anna Magdalene Steinmann, die Tochter eines vermögenden Metzgers und Fellhändlers in St. Gallen.

### Schweiz
Staub war Autodidakt und erwähnte seinem Sohne Robert gegenüber des Öfteren, dass er keine so gute Schulbildung wie dieser genossen habe. 1847 nahm Staub als Artilleriehauptmann an dem Sonderbundskrieg teil, ein Bürgerkrieg in der Schweiz, der vom 3. bis zum 29. November 1847 dauerte. Nach 1848 wirkte Arnold Staub als Direktor der Spinnerei und Weberei der Firma Wild, Solivo & Comp. in Baden im Kanton Aargau, an der sein Vater beteiligt war. Anschließend war er Direktor der Baumwollspinnerei und Weberei in Arlen bei Rielasingen und dann Direktor der Firma Ziegler & Cie. in Winterthur.

### Altenstadt
1852 gründete Johann Heinrich Staub mit seinen Söhnen Emil und Arnold in Altenstadt bei Geislingen die „Mechanische Baumwolle Spinnerei J. H. Staub & Söhne“, um die Zollschranken des Deutschen Zollvereins zu umgehen und für seine Söhne eine Existenzgrundlage in der Baumwollindustrie zu schaffen. Das Unternehmen nahm einen raschen Aufschwung, aber Johann Heinrich Staub starb schon 1854 zwei Jahre nach der Gründung der Firma. Sie ging nach seinem Tod in den Besitz seiner Frau und der beiden Söhne Emil und Arnold über. Auch unter der Leitung der Brüder erlebte die Firma ein kontinuierliches Wachstum. Nach dem Tod der Mutter 1861 verkaufte Arnold seinen Firmenanteil an seinen Bruder Emil. 1871 übernahm Arnold nach einem Zwangsversteigerungsverfahren die überschuldete Firma von seinem Bruder Emil.
In Winterthur hatte Arnold Staub den Spinnereifabrikanten Heinrich Bühler und dessen Tochter Henriette kennengelernt. 1854 heiratete er Henriette Bühler (1832–1857). Aus der Ehe gingen zwei Kinder hervor: Heinrich Staub (1856–1885) und Henriette Staub (1857–1872). Nach der Geburt ihres zweiten Kindes starb Staubs Frau. Sie wurde auf einem heute zum Friedhof Altenstadt gehörenden Privatfriedhof bestattet, den die Brüder Staub 1854 nach dem Tod des Vaters angelegt hatten.

### Kuchen
1856 starb Heinrich Bühler, der Vater von Staubs Frau Henriette, die ein Erbteil von mindestens 60000 Franken erhielt. Der Anteil seiner Frau diente Staub als Grundstock für die Gründung einer Baumwollweberei in Kuchen. Als kapitalkräftige Teilhaber konnte er Theodor Ziegler und Adolf Rieter gewinnen, die Teilhaber der Winterthurer Spinnweberei Ziegler & Cie. waren, und die er als Direktor dieser Firma kennengelernt hatte. Theodor Ziegler war außerdem mit Karoline Bühler, der Schwester von Staubs Frau verheiratet. Nach dem Kauf der benötigten Grundstücke ließ Staub durch Georg von Morlok, den Architekten der Altenstädter Firmengebäude, 1858 und 1859 in Kuchen die Fabrikanlage und Arbeiterwohnhäuser erbauen. Andere Architekten planten in den 1860er Jahren weitere Fabrikgebäude, die Erweiterung der Arbeitersiedlung und den Bau des Bad- und Waschhauses.
Am 1. April 1858 wurde in Kuchen die Baumwollweberei „Staub & Comp.“ offiziell gegründet. 1858 verfügte die Baumwollweberei bereits über einen Websaal mit 400 mechanischen Webstühlen, damals der größte in Europa. Der Standort Kuchen war wegen der günstigen Lage an der Fils und der Eisenbahnlinie Stuttgart-Ulm gewählt worden. Da in den umliegenden Dörfern nicht genügend Arbeitskräfte für das expandierende Unternehmen zu gewinnen waren, baute Staub in den Jahren 1858 bis 1887 eine Arbeitersiedlung auf. In der Arbeitersiedlung lebten in der ersten Zeit vornehmlich Fabrikweber aus England und der Schweiz, die die einheimischen Kräfte anlernen sollten. Auf der Weltausstellung in Paris erhielt Arnold Staub dafür 1867für seine Arbeitersiedlung eine Goldmedaille und einen Preis von 10000 Francs, außerdem wurde er von Napoleon III. mit dem Ritterkreuz der französischen Ehrenlegion ausgezeichnet.
In zweiter Ehe war Arnold Staub mit Emmy Bourry verheiratet, mit der er 1859 nach Stuttgart zog. Aus der Ehe gingen vier Töchter und der Sohn Robert Staub (1861–1964) hervor, der sich als Textilingenieur in Mönchen-Gladbach niederließ. Wegen seines Lebensstils erhielt Staub in Stuttgart den Spitznamen „Marquis de la Poussière“. 1860 gehörte er zu den Gründern des Stuttgarter Industrie-Börsenvereins, der später als Industrie- und Handelsbörse bekannt wurde. Bis zu seinem Tod war er Vorsteher dieses Vereins. Ferner wurde er Vorstand des Vereins Süddeutscher Baumwoll-Industrieller, der 1870 gegründet wurde. Ab 1871 leitete Staub die Firma allein, nachdem Emil Staub in Zahlungsschwierigkeiten geraten war.
1872 waren in der Baumwollspinnweberei 1200 Arbeiter beschäftigt; sie gehörte damals zu den bedeutendsten und technisch fortschrittlichsten Einrichtungen dieser Art im Land. Allerdings erlitt Staub unter anderem durch Hochwasserschäden, die Wirtschaftskrise in den Jahren 1873/1874 und einen Fabrikbrand 1876 große finanzielle Einbußen. Seine Teilhaber und mehrere Banken zwangen ihn 1881 dazu, aus der Geschäftsführung auszusteigen. Seine Firma Staub & Co. wurde aufgelöst und 1882 in eine Aktiengesellschaft umgewandelt, die den Namen Süddeutsche Baumwollindustrie erhielt und von Emil Waibel geleitet wurde. Waibel brachte die Fabriken von Waibel & Co., eine Weberei in Günzburg sowie eine Spinnerei in Waltenhofen, in das Unternehmen ein.
Ausführliche Informationen zur Firmengeschichte und zum Fortgang der Firma finden sich im Artikel esbi Süddeutsche Baumwolle-Industrie.
| - Baumwollspinnerei Kuchen, 1862. | - Websaal der Baumwollspinnerei Kuchen, 1862. | - Ehemaliges Badhaus der Arbeitersiedlung Kuchen, 2014. |

### Lebensabend
1881 starb Staubs zweite Frau Emma Staub geb. Bourry im Alter von 42 Jahren. Nach dem Tod des Vaters 1854 hatten Emil und Arnold Staub in Geislingen einen Privatfriedhof auf dem heutigen Friedhof Altenstadt begründet, wo ihre Eltern in Einzelgräbern bestattet wurden. Für seine verstorbene Frau ließ Arnold Staub auf dem Privatfriedhof eine Gruft errichten. Ende 1881 zog sich Staub nach Altenstadt zurück und widmete sich der Führung seines Betriebs, der jedoch nicht weniger verschuldet war als die Baumwollspinnweberei in Kuchen.

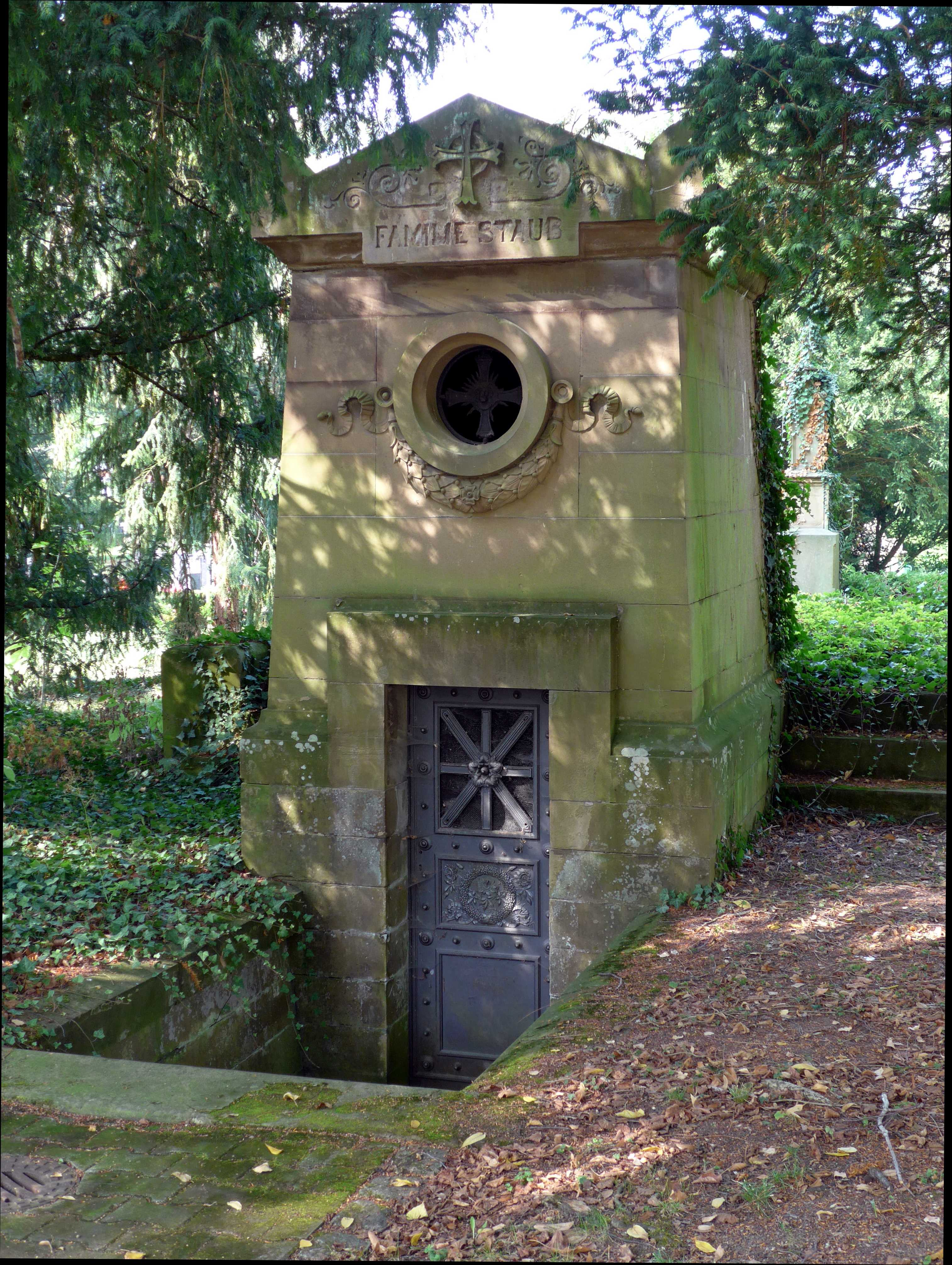
Gruft von Arnold Staub und seiner Frau Emmy Staub geb. Bourry auf dem Friedhof Altenstadt.

Als 1882 der Konkurs des Betriebs bevorstand, nahm Staub sich in Geislingen im Alter von 62 Jahren am 7. Dezember 1882 das Leben. Staub wurde in der Gruft bestattet, in der bereits seine zweite Frau ihre letzte Ruhe gefunden hatte. In der Grabkammer befinden sich zwei Marmorsarkophage, in denen Arnold und Emmy Staub ruhen, eine Gipsbüste von Arnold Staub und drei Urnen mit der Asche von Staubs Töchtern. Seine Familie erhielt von Bekannten eine Stiftung von 60.000 Franken, dennoch konnte sie das Unternehmen nicht halten. Arnold Staubs Kinder aus erster Ehe starben im jungen Alter, die Tochter Henriette starb 1872 im Alter von 14 Jahren und sein Sohn Heinrich starb drei Jahre nach dem Tod des Vaters 1885 im Alter von 29 Jahren an Lungenschwindsucht. Die Kinder aus zweiter Ehe wurden zwischen 68 und 85 Jahren alt.
Die Süddeutsche Baumwollindustrie übernahm 1883 die Altenstädter Firma als Zweigwerk. 1972 wurde das Zweigwerk stillgelegt. 1974 wurden die zugehörigen Industriegebäude abgerissen. Auf dem Areal wurden das Michelberg-Gymnasium, die Michelberghalle und die Schubart-Realschule erbaut. Das Herrenhaus blieb bis heute erhalten. Die Süddeutsche Baumwollindustrie ging 1983 in Konkurs und wurde 1986 aufgelöst. Von ihr und der ehemaligen Siedlung zeugt die Historische Arbeitersiedlung Kuchen. Die Gebäude wurden modernisiert, instand gesetzt und teilweise umgenutzt.

## Schriften
- Arnold Staub: Beschreibung des Arbeiter-Quartiers und der damit zusammenhängenden Institutionen von Staub & Co in Kuchen bei Geislingen in Württemberg. Mit einem Atlas, 36 Tafeln in Folio. Gekrönt bei der Weltausstellung zu Paris 1867. Stuttgart : E. Hallberger, 1868,
  - Textband, pdf.
  - Atlas. Digitalisat
- Arnold Staub: Description de la cité ouvrière et des institutions qui s’y rattachent de MM : Staub & Cie a Kuchen près de Geislingen, en Wurtemberg. Avec un atlas de 36 planches in-folio. Couronné à l’exposition universelle de 1867 à Paris. Stuttgart : Hallberger, 1868.
  - Textband, pdf.
  - Atlas.
- Arnold Staub: [Abschiedsbrief von Arnold Staub an seine Kinder vom 7. Dezember 1882]. Faksimile und Transkription.

## Ehrungen und Mitgliedschaften
- 1860: Mitbegründer und bis zu seinem Tode Vorsteher des Stuttgarter Industrie-Börsenvereins (später Industrie- und Handelsbörse).[14]
- 1867: Goldmedaille des Großen Preises der Jury spécial du nouvel ordre de recompenses[15] bei der Weltausstellung in Paris 1867.
- 1867: Ritterkreuz des württembergischen Friedrichsordens.[16]
- 1867: Ritterkreuz der französischen Ehrenlegion. – Napoleon III. überreichte Arnold Staub das Ritterkreuz persönlich auf dem Bahnhof in Geislingen.[17]
- 1870: Gründer und Vorstand des Vereins Süddeutscher Baumwoll-Industrieller.[18]

### Leben
- Karlheinz Bauer: Geschichte der Stadt Geislingen an der Steige. Band 2: Vom Jahre 1803 bis zur Gegenwart. Konstanz : Thorbecke, um 1975, Seite 315–320, 337–340, 344–358.
- Anne Hermann: Arnold Staub (1820 bis 1882). Ein einflussreicher Industrieller. In: Momente, 2011, Heft 2, online.
- Christel Köhle-Hezinger (Herausgeberin); Walter Ziegler (Hrsg.): „Der glorreiche Lebenslauf unserer Fabrik“ : zur Geschichte von Dorf und Baumwollspinnerei Kuchen. Weissenhorn : Konrad, 1991. – Umfang- und faktenreichste Monographie über Arnold Staub und die Baumwollspinnerei Kuchen.
- Wilfried Setzler: Von Menschen und Maschinen : Industriekultur in Baden-Württemberg. Stuttgart : Metzler, 1998, Seite 125–128, 147, 148, 158, 211.
- Die Fabrikgründung auf der „grünen Wiese“. Die Baumwoll-Weberei und -Spinnerei Kuchen. In: Walter Ziegler (Hrsg.): Die Fils : Fluss – Landschaft – Menschen. Göppingen : Kreisarchiv Göppingen, 2012, Seite 188–197.

### Arbeitersiedlung Kuchen
- Hans-Joachim Aderhold: „Als ob sie mit der Fabrik geboren wäre“. Die Arbeitersiedlung in Kuchen. In: Denkmalpflege in Baden-Württemberg, Band 11, 1982, Nummer 4, Seite 158–170, pdf.
- Prospekt „Sanierung der historischen Arbeitersiedlung“, online.

### Sonstiges
- Peter Hadrysiewicz: Besuch in der Grabkammer. In: Südwest Presse (SWP), 30. August 2017, online.